# باشگاه فوتبال ذوب‌آهن نوین اصفهان
باشگاه فوتبال ذوب‌آهن نوین اصفهان یک باشگاه فوتبال در شهر اصفهان بود که به عنوان تیم دوم باشگاه فوتبال ذوب‌آهن اصفهان شناخته می‌شد.
این تیم در لیگ دسته دوم ۹۱–۱۳۹۰ همراه با تیم‌های شموشک نوشهر و پیام مشهد و پرشین زنجان و در نهایت پرسپولیس برازجان به لیگ دسته سه سقوط کرد. اما در فصل ۹۳–۱۳۹۲ لیگ دسته سه، مجدداً به لیگ دو بازگشت.
این تیم هم‌اکنون منحل شده‌است.

## روند فصل به فصل
| فصل     | لیگ         | رتبه                   | جام حذفی | یادداشت       |
| ------- | ----------- | ---------------------- | -------- | ------------- |
| ۱۱–۲۰۱۰ | لیگ دسته دو | دهم گروه دوم           | عدم شرکت |               |
| ۱۲–۲۰۱۱ | لیگ دسته دو | سیزدهم گروه اول        | دور دوم  | سقوط          |
| ۱۳–۲۰۱۲ | لیگ دسته سه | سوم گروه پنجم          | -        |               |
| ۱۴–۲۰۱۳ | لیگ دسته سه | اول گروه دوم (دور دوم) | -        | صعود          |
| ۱۵–۲۰۱۴ | لیگ دسته دو | -                      | -        | انحلال باشگاه |